# Luís Gonzaga da Cunha Marelim
Luís Gonzaga da Cunha Marelim CM (* 17. April 1904 in Salvador, Bahia, Brasilien; † 21. Dezember 1991) war ein brasilianischer Ordensgeistlicher und römisch-katholischer Bischof von Caxias do Maranhão. 

## Leben
Luís Gonzaga da Cunha Marelim trat der Ordensgemeinschaft der Lazaristen bei und empfing am 11. Juni 1927 das Sakrament der Priesterweihe.
Papst Pius XII. ernannte ihn am 19. Juli 1941 zum ersten Bischof des bereits zwei Jahre zuvor errichteten Bistums Caxias do Maranhão. Der Erzbischof von São Salvador da Bahia, Augusto Álvaro da Silva, spendete ihm am 7. September desselben Jahres die Bischofsweihe; Mitkonsekratoren waren Carlos Carmelo de Vasconcelos Motta, Erzbischof von São Luís do Maranhão, und Felipe Benito Condurú Pacheco, Bischof von Ilhéus.
Er nahm an der ersten, zweiten und vierten Sitzungsperiode des Zweiten Vatikanischen Konzils als Konzilsvater teil.
Am 18. Februar 1981 nahm Papst Johannes Paul II. seinen altersbedingten Rücktritt an.